# Baby Blues (film 2008 Bertrand)
Baby Blues è un film del 2008 diretto da Diane Bertrand.

## Trama
Una coppia ha deciso di non avere figli ed entra in crisi quando lei deve trasferirsi per lavoro a New York.

## Distribuzione
Il film è uscito solo nelle sale francesi il avendo scarsa diffusione nel mercato globale.